# فهرست وابسته‌های دیپلماتیک ایالات فدرال میکرونزی

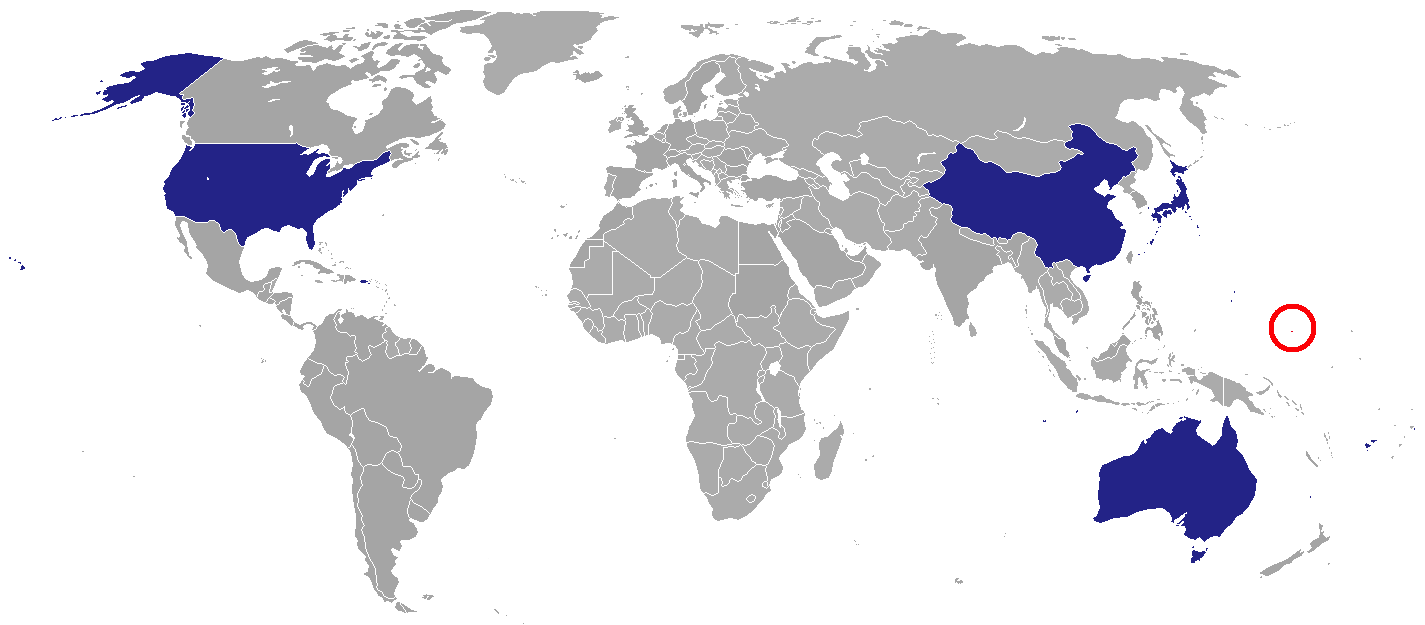
نقشهٔ وابسته‌های دیپلماتیک ایالات فدرال میکرونزی

این مقاله فهرستی از وابسته‌های دیپلماتیک ایالات فدرال میکرونزی است. ایالات فدرال میکرونزی در سال ۱۹۸۶ از ایالات متحده مستقل شد.
ایالات فدرال میکرونزی در چهار کشور آسیا-اقیانوسیه سفارتخانه‌های دائمی دارد: چین، فیجی، ژاپن و ایالات متحده. ایالات فدرال میکرونزی همچنین دارای سه کنسولگری مقیم در هونولولو، هاوایی، پورتلند، اورگن و تامونینگ، گوآم است. ایالات فدرال میکرونزی سفارتخانه‌های غیر مقیم برای چهار کشور دارد: اندونزی، مالزی و سنگاپور (همه در ژاپن) و اسرائیل در فیجی.

## آمریکا
- ایالات متحده آمریکا
  - واشینگتن، دی.سی. (سفارت)[۱]
  - هونولولو (سرکنسولگری)[۱]
  - پورتلند (سرکنسولگری)[۱]
  - تامونینگ (سرکنسولگری)[۱]

## آسیا
- چین
  - پکن (سفارت)[۲]
- ژاپن
  - توکیو (سفارت)[۳]

## اقیانوسیه
- فیجی
  - سووا (سفارت)[۲]

## سازمان‌های چندجانبه
- سازمان ملل متحد
  - نیویورک[۲]

## نگارخانه

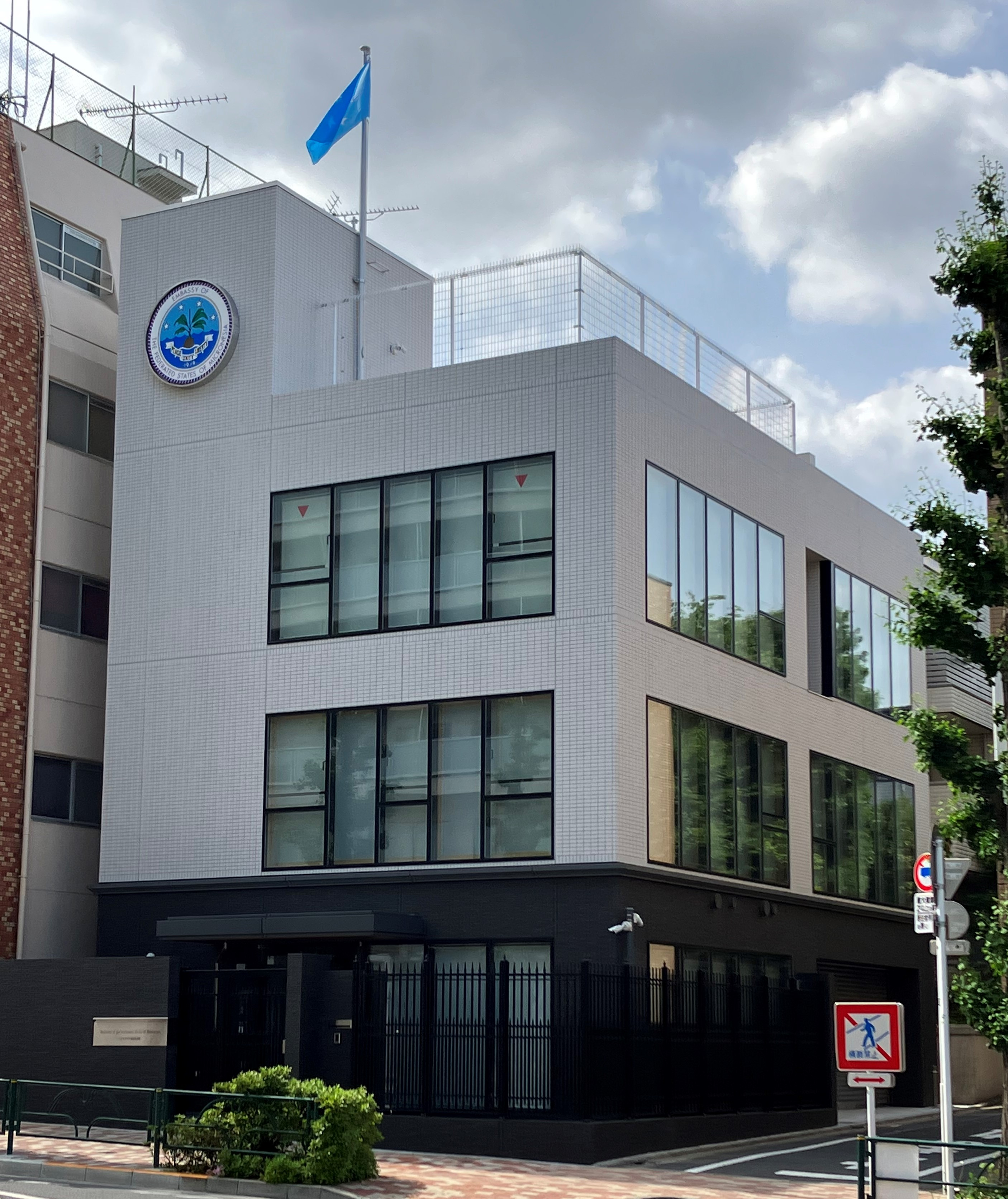
سفارت‌خانه در توکیو
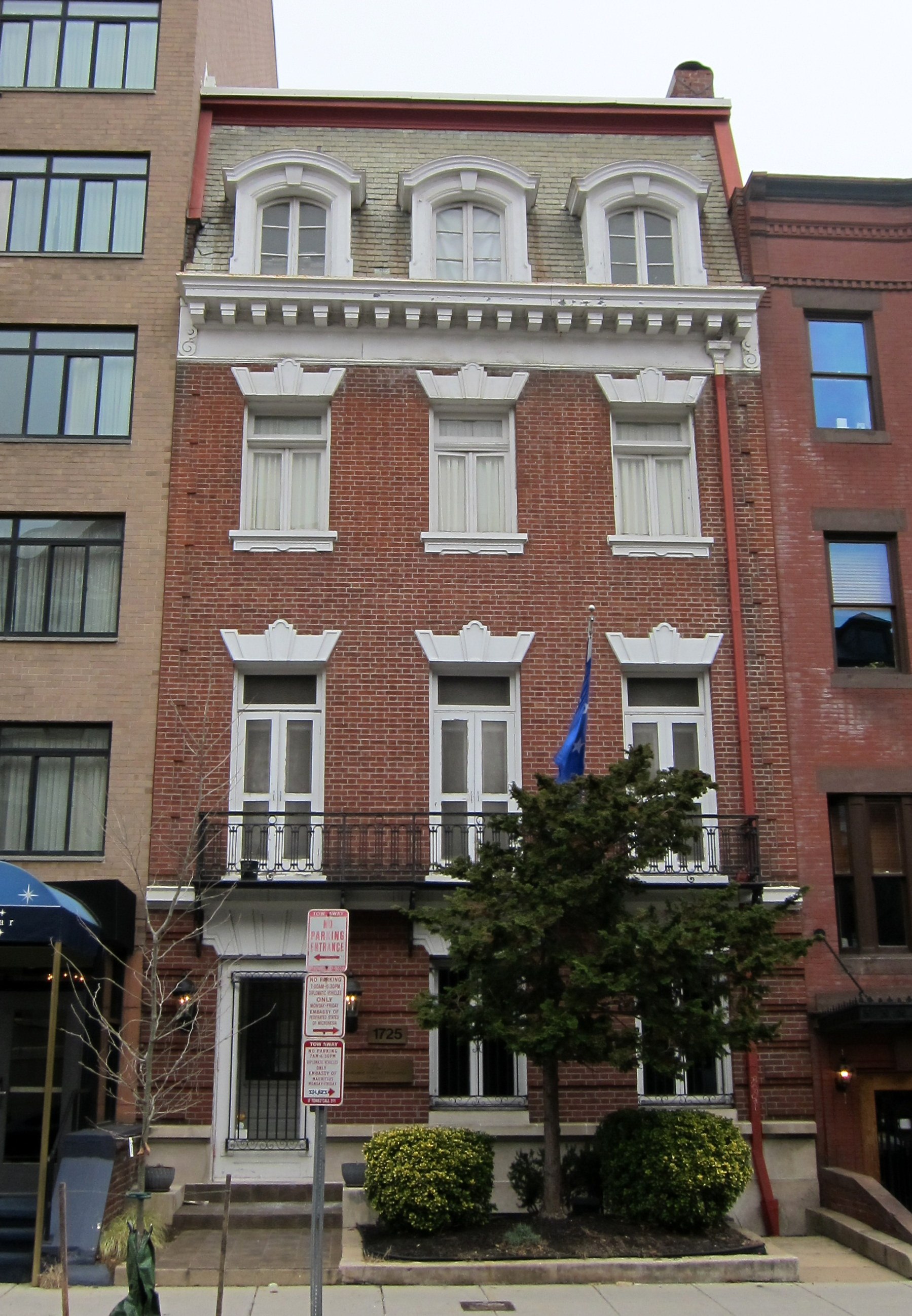
سفارت‌خانه در واشینگتن، دی.سی.